# Ніколас Асеведо
Ніколас Бріан Асеведо Табарес (ісп. Nicolás Brian Acevedo Tabárez, нар. 14 квітня 1999, Монтевідео, Уругвай) — уругвайський футболіст, півзахисник клубу МЛС «Нью-Йорк Сіті».
На правах оренди грає в бразильському клубі «Баїя».

## Ігрова кар'єра

### Клубна
Ніколас Асеведо народився у Монтевідео і є вихованцем столичного клубу «Ліверпуль». У жовтня 2018 року футболіст дебютував на професійному рівні, коли вийшов на поле у першій команді «Ліверпуля» у матчі чемпіонату Уругваю.
У 2019 році зацікавленість у послугах гравця проявляли ряд англійських клубів та італійський «Удінезе». Перед початком сезону 2020 року Асеведо перейшов до американського клубу МЛС «Нью-Йорк Сіті». У грудні 2021 року футболіст підписав з клубом новий контракт до грудня 2025 року з опцією продовження договору ще на рік.
З 1 січня 2023 року Асеведо на правах оренди виступає у бразильському клубі «Баїя».

### Збірна
У 2019 році у складі молодіжної збірної Уругваю Ніколас Асеведо брав участь у молодіжному чемпіонаті світу.
Також в тому році Асеведо грав на молодіжній першості Південної Америки.

## Титули
Нью-Йорк Сіті
 Переможець Campeones Cup: 2022
 Переможець Кубка МЛС: 2021
Баїя
- Переможець Ліги Баїяно: 2023